# Branwen

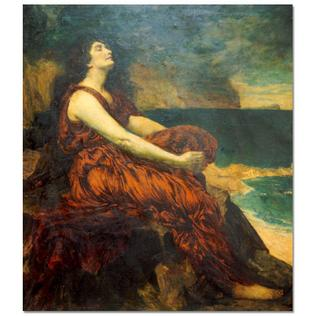
Branwen, peinture de Christopher Williams,Glynn Vivian Art Gallery (Swansea, Pays de Galles) 1915

Branwen est un personnage de la mythologie celtique brittonique, qui est au centre de la deuxième branche du Mabinogi : « Le Mabinogi de Branwen », auquel elle a donné son titre. Fille de Llyr et de Penarddun, sœur du roi de l’île de Bretagne Bran le Béni, son mariage avec le roi d’Irlande est censé sceller la paix, mais sa disgrâce va entraîner la guerre.

## Le Mabinogi de Branwen

### Le mariage de Branwen
Branwen, dont le nom signifie la « corneille blanche », est la sœur de Manawyddan Fab Llyr, et la demi-sœur des jumeaux Evnissyen et Nissyen. Son autre frère le géant Bran le Béni, dont on dit qu’il ne peut entrer dans aucune maison, ni ne monter sur aucun bateau, règne sur la Bretagne.
Bran, portant la couronne de Londres, Manawyddan et les jumeaux sont assis en bord de mer sur le rocher d’Harddlech, résidence de la cour, quand ils voient arriver treize navires venant du sud de l’Irlande. C’est Matholwch, le roi d'Iwerddon (Irlande), qui vient allier son royaume à celui de Bran. Pour sceller l’union des deux îles, il demande la main de Branwen, fille de Llyr. Un conseil se tient le lendemain au cours duquel le mariage est décidé et tous se rendent à Aberffraw pour les noces. La nuit même, Matholwch et Branwen dorment ensemble.
Le lendemain, Evnissyen arrive et, voyant tous ces chevaux, apprend le mariage de sa demi-sœur avec Matholwch. Furieux de ne pas avoir été consulté, il se venge en mutilant les chevaux des Irlandais : il leur coupe les lèvres, les oreilles, les paupières et la queue. Devant l’affront,  Matholwch va repartir pour l’Irlande, mais  Bran lui propose de réparer en lui offrant de nouveaux chevaux, une baguette d’argent et une plaque d’or. Matholwch accepte la réparation après avoir reçu en plus un chaudron magique qui ressuscite les guerriers morts au combat.

### La disgrâce
Matholwch et Branwen partent finalement pour l’Irlande où on leur fait un accueil triomphal. Elle passe une année dans la « gloire » et la « célébrité » et met au monde un fils que l’on appelle Gwern. L’année suivante, des rumeurs circulent à propos de l’affront subit par Matholwch et, en guise de vengeance, on exige que Branwen soit chassée du lit royal et condamnée à faire la cuisine dans la cour, où chaque jour le cuisinier vient lui donner une gifle. De plus, toutes les relations sont interdites entre l’Irlande et le pays de Galles.

### L’invasion de l’irlande
Pendant trois ans, Branwen élève un étourneau et l’envoie un jour à son frère, porteur d’un message décrivant sa situation. Immédiatement, Bran le Béni décide d’envahir l’Irlande, ne laissant que sept guerriers pour défendre son royaume. Bran passe la mer à gué avec les harpistes sur son dos. Dès qu’il débarque, Matholwch propose d’abdiquer et de donner la royauté à son fils Gwern, neveu de Bran. Alors que l’enfant est choyé par tous, Evnissyen le saisit et le jette dans le feu, déclenchant la guerre entre les deux camps.
Evnissyen détruit le chaudron magique et tous les Irlandais sont tués. Côté gallois, il n’y a que sept survivants ; Bran, blessé par une lance empoisonnée, demande qu’on lui coupe la tête et qu’on l’enterre à Londres sur la colline Y Gwynvryn, face à la France. Branwen meurt en voyant le carnage et est enterrée à Glan Alaw.

## Le «tombeau de Branwen»
Sur l’île d’Anglesey, se trouve dans le village de Llanddeusant sur les rives de l’Alaw, un monument funéraire appelé bedd Branwen, dont la construction date de l’âge du bronze. Le cairn en ruine a été fouillé par Frances Lynch dans les années 1960, qui a dévoilé des ossements humains et des urnes. La matière de l’histoire de Branwen pourrait remonter à cette époque.

## Compléments